# Едді Пітерс Графланд
Едді Пітерс Графланд (нід. Eddy Pieters Graafland, 5 січня 1934, Амстердам — 28 квітень 2020) — нідерландський футбольний воротар, один з найкращих воротарів XX століття в історії нідерландського футболу.
Вихованець амстердамського «Аякса», в основному складі якого дебютував в 18 років. У складі «Аякса» ставав чемпіоном, а також володарем двох кубків Нідерландів. У 1958 році Пітерс Графланд став першим гравцем, який перейшов з «Аякса» в стан головного суперника амстердамців — « Феєнорд». У складі роттердамського клубу Едді провів найкращі роки своєї кар'єри, відігравши за клуб 12 сезонів. З «Феєнордом» Пітерс Графланд чотири рази завойовував чемпіонський титул, а в 1970 році виграв Кубок чемпіонів.

## Клубна кар'єра

### «Аякс»
Едді Пітерс Графланд народився 5 січня 1934 року в Амстердамі, в сім'ї Йоганнеса Гендрікуса Пітерса Графланда і його дружини Гріто Гофман.
У віці одинадцяти років Едді потрапив в юнацьку команду амстердамського «Аякса», в той час його батько входив до ради клубу. У 1952 році у віці 18 років Едді був переведений до основного складу. Дебют Едді відбувся 6 квітня 1953 року в матчі проти клубу «Снек». Будучи зовсім молодим воротарем, Графланд став основним голкіпером у клубі.
У 1955 році в Нідерландах було остаточно прийнято рішення проводити національну першість під професіональним статусом, таким чином, клуби, які перемогли в турнірі, могли брати участь в європейських кубках. 2 вересня 1956 року стартував перший офіційний професіональний чемпіонат з футболу в Нідерландах. «Аякс» почав турнір з гри проти клубу НАК, єдиний м'яч в тій грі забив на 13-й хвилині забив нападник Лук ден Едел Перші голи в чемпіонаті Пітерс Графланд пропустив 16 вересня, в домашньому матчі проти «Стормвогелса», перший тайм завершився внічию 2:2, але в другому таймі замість Едді вийшов інший воротар Бертус Гогерман, для якого ця гра стала дебютною. У кінцівці матчу, на 85-й хвилині «Аякс» зміг вирвати перемогу, відзначився Вім Блеєнберг. Лише 21 жовтня, в гостьовому матчі проти керкрадського «Рапіда», «Аякс» зазнав першої поразки в чемпіонаті, програвши з рахунком 4:2.
11 листопада 1956 року «Аякс» в рамках чемпіонату в гостях зустрівся зі своїм одвічним суперником, роттердамським «Феєнордом». Перший тайм матчу завершився справжнім розгромом для амстердамців, «Аякс» пропустив у свої ворота п'ять м'ячів, і лише на початку другого тайму, Вім Блеєнберг зміг розпечатати ворота «Феєнорда». Але в підсумку роттердамський клуб розгромив свого суперника з рахунком 7:3, в кінцівці матчу у «Аякса» відзначилися Міхелс і Аудерланд. Ця поразка стала найбільшою для команди в сезоні. У матчі-відповіді, який відбувся 17 березня 1957 року, «Аякс» обіграв «Феєнорд» з рахунком 1: 0, єдиний гол у тій грі на свій рахунок записав півзахисник Віллі Шмідт. За сезон Едді відіграв 33 матчі в чемпіонаті з 34 ігор, один матч був на рахунку другого воротаря команди Яна ван Дрехта. «Аякс» за підсумками сезону 1956/57 посів перше місце і виграв свій дев'ятий чемпіонський титул в історії команди.

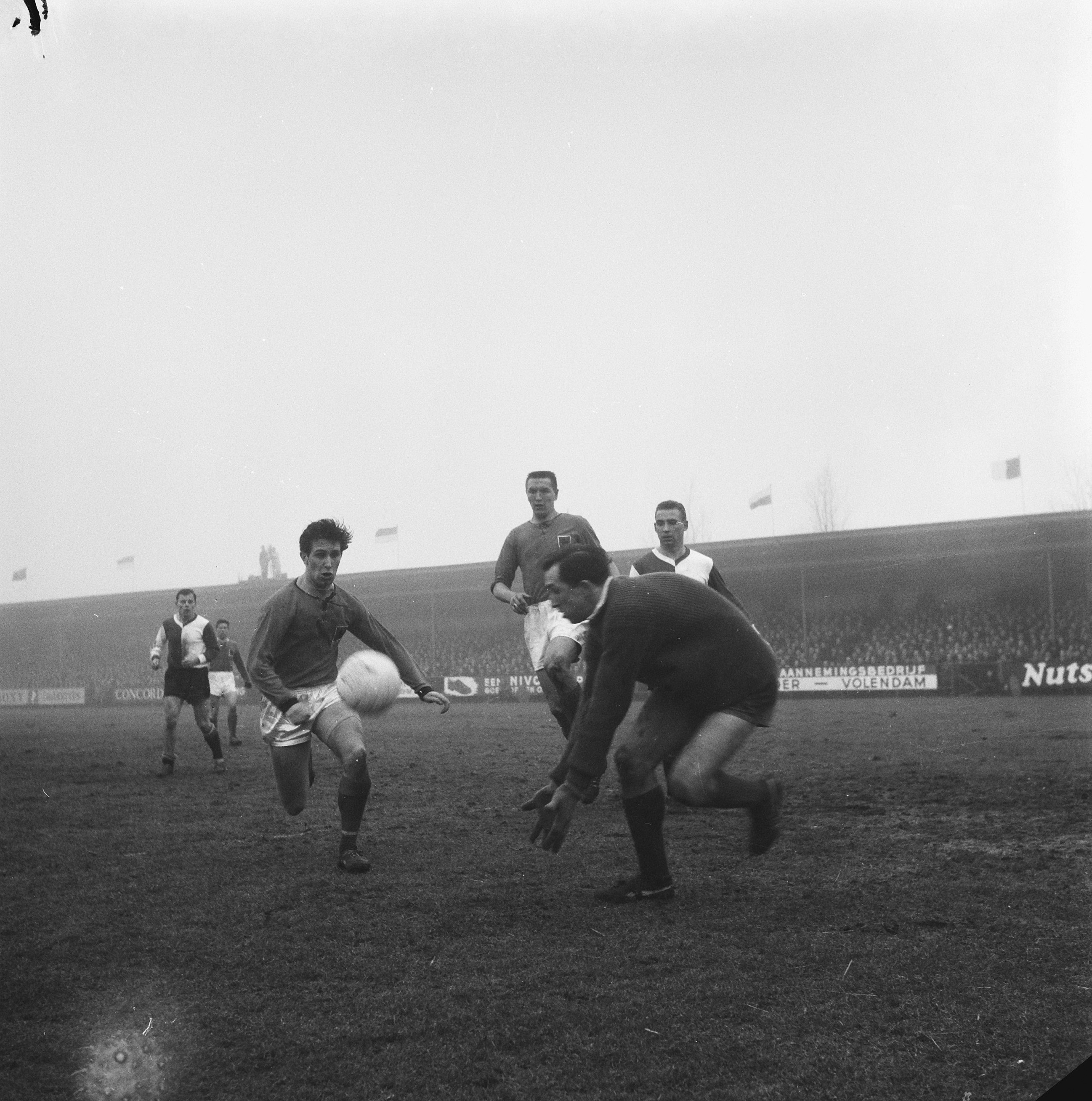
Пітерс Графланд ловить м'яч під час матчу. 1962 рік.

Новий футбольний сезон в Нідерландах стартував 25 серпня 1957 року, у стартовій грі чемпіонату «Аякс» розгромив клуб МВВ з рахунком 4:0. Через три місяці, 20 листопада, Едді і його клуб дебютували в розіграші Кубка європейських чемпіонів. У першому колі «Аяксу» належало зіграти з німецьким «Вісмутом». Матч відбувся на стадіоні «Отто Гротеволь» в місті Ауе при 30 тисячах глядачів, свій перший єврокубковий матч «Аякс» провів під керівництвом австрійського тренера Карла Гуменбергера. У грі «Аякс» забив досить швидко, вже на 5-й хвилині матчу, 24-річний нападник Піт ван дер Кейл вивів свою команду вперед, а ще через 13 хвилин, Вім Блеєнберг подвоїв перевагу амстердамців. У другому таймі Блеєнберг забив третій м'яч у ворота «Вісмуту», таким чином записавши на свій рахунок дубль «Вісмут» зміг відповісти лише одним забитим м'ячем під кінець другого тайму, на 87-й хвилині ворота Пітерса Графланда вразив центральний захисник Брінгфрід Мюллер. У підсумку «Аякс» здобув в гостях перемогу з рахунком 3:1. Але вже через сім днів, 27 листопада, на Олімпійському стадіоні в Амстердамі відбулася повторна гра, на яку прийшло всього близько 18 тисяч глядачів. У порівнянні з першим матчем у складі амстердамців сталася лише одна заміна: замість Віллі Шмідта з перших хвилин грав Боббі Гармс. Лише в кінці матчу гравцям «Аякса» вдалося розпечатати ворота голкіпера «В.ісмуту» Клауса Тіле, автором гола на 78-й хвилині став Піт Аудерланд
Перемігши «Вісмут» в двох матчах із загальним рахунком 4:1, «Аякс» вийшов в чвертьфінал турніру, де команді потрібно було зіграти з сильною угорської командою «Вашаш». Після перемоги над німцями «Аякс» повернувся до ігор в чемпіонаті, і вже 1 грудня амстердамці в матчі проти команди ДУС здобули мінімальну перемогу з рахунком 1:0. Перед матчем з «Вашашем» Едді провів ще сім матчів у чемпіонаті, в яких пропустив 12 м'ячів, при цьому його команда виграла лише одну гру. Перший матч проти угорської команди відбувся 5 лютого 1958 року на Олімпійському стадіоні в Амстердамі, на цей раз на гру прийшло понад 30 тисяч глядачів. Ще в першому таймі Піту Аудерланду вдалося забити два голи в ворота «Вашаша», але під кінець другого тайму угорцям вдалося відповісти двічі, дубль був на рахунку форварда Деже Бунджака. В Угорщину футболісти «Аякса» вирушили не фаворитами, оскільки «Вашаш» на своєму полі в тому сезоні грав чудово. Гра проти угорців відбулася в Будапешті 26 лютого на місцевому стадіоні «Непштадіон», на матчі були присутні більше 70 тисяч глядачів. Перший тайм «Аякс» провалив, Едді чотири рази діставав м'яч зі своїх воріт. У другому таймі амстердамці більше не пропускали, але так і не забили. «Аякс» зазнав поразки з рахунком 4:0, а «Вашаш» вийшов до наступної стадії кубка. Граючи на два фронти, «Аякс» за підсумками сезону посів лише третє місце в чемпіонаті, а чемпіонський титул дістався клубу ДУС. Едді зіграв в чемпіонаті 32 матчі.

### «Феєнорд»
У 1958 році Графланд перейшов в «Феєнорд», його новий клуб заплатив за голкіпера 134 тис. гульденів. У своєму дебютному матчі за «Феєнорд» проти клубу «АГОВВ», що відбувся 9 серпня 1959 року, Едді отримав травму руки і був змушений пропустити близько двох тижнів.
Його повноцінний дебют в команді відбувся 24 серпня 1958 року в матчі проти клубу «Ноадія» з міста Тілбург, матч завершився перемогою «Феєнорда» з рахунком 3:1. У 1961 році Графланд вдруге в своїй кар'єрі став чемпіоном Нідерландів: «Феєнорд» в турнірній таблиці сезону 1960/61 на два очки випередив амстердамський «Аякс». Рік по тому «Феєнорд» захистив свій титул чемпіонів Нідерландів.

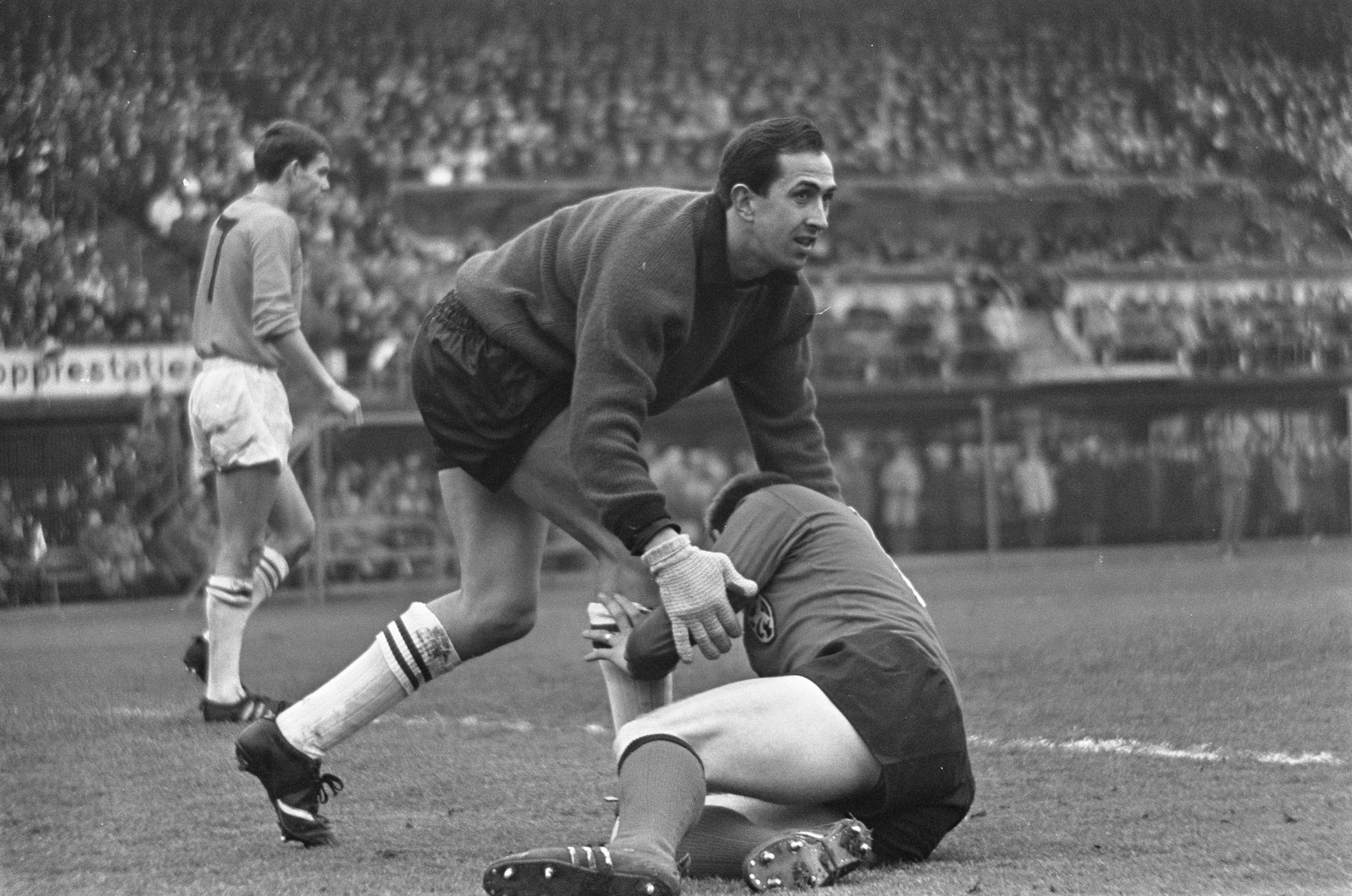
Пітерс Графланд у матчі за збірну Нідерландів. 1966 рік.

У 1965 році Графланд з «Феєнордом» домігся подвійного успіху — був виграний чемпіонат Нідерландів і кубок Нідерландів, чотири роки по тому в 1969 році цей тріумф був повторений. 30 квітня 1967 року Графланд за свій внесок в розвиток футболу в Нідерландах отримав королівську нагороду і став Лицарем Ордену Ораньє Нассау.
У сезоні 1969/70 під керівництвом Ернста Гаппеля «Феєнорд» дійшов до фіналу кубка чемпіонів. У фінальному матчі, в якому грав Графланд, «Феєнорд» переміг шотландський «Селтік» з рахунком 2:1, вирішальний м'яч забив Ове Кіндвалл на 117 хвилині додаткового тайму.
Після тріумфального матчу Графланд вирішив завершити ігрову кар'єру у віці 36 років. В цілому Едді провів 510 матчів в чемпіонаті Нідерландів.

## Кар'єра в збірній
У національній збірній Нідерландів Графланд дебютував 28 квітня 1957 року в матчі проти збірної Бельгії, який закінчився з рахунком 1:1.
Графланд брав участь в кваліфікаційних турнірах до чемпіонатів світу 1962 і 1966 року, а також в кваліфікаційних турнірах до чемпіонатів Європи 1964 і 1968 років, в яких збірна Нідерландів не пройшла кваліфікацію.
Свій останній матч за збірну Едді провів в листопаді 1967 року в матчі проти Югославії, що закінчився перемогою югославів з рахунком 2:1. Всього Графланд провів 47 матчів за збірну.

## Подальше життя
З 1979 по 1981 рік Графланд тренував молодіжний склад «Феєнорда».
У 2017 році він та його дружина Тедді відсвяткували своє діамантове весілля.
Едді помер 28 квітня 2020 року у віці 86 років.

## Досягнення

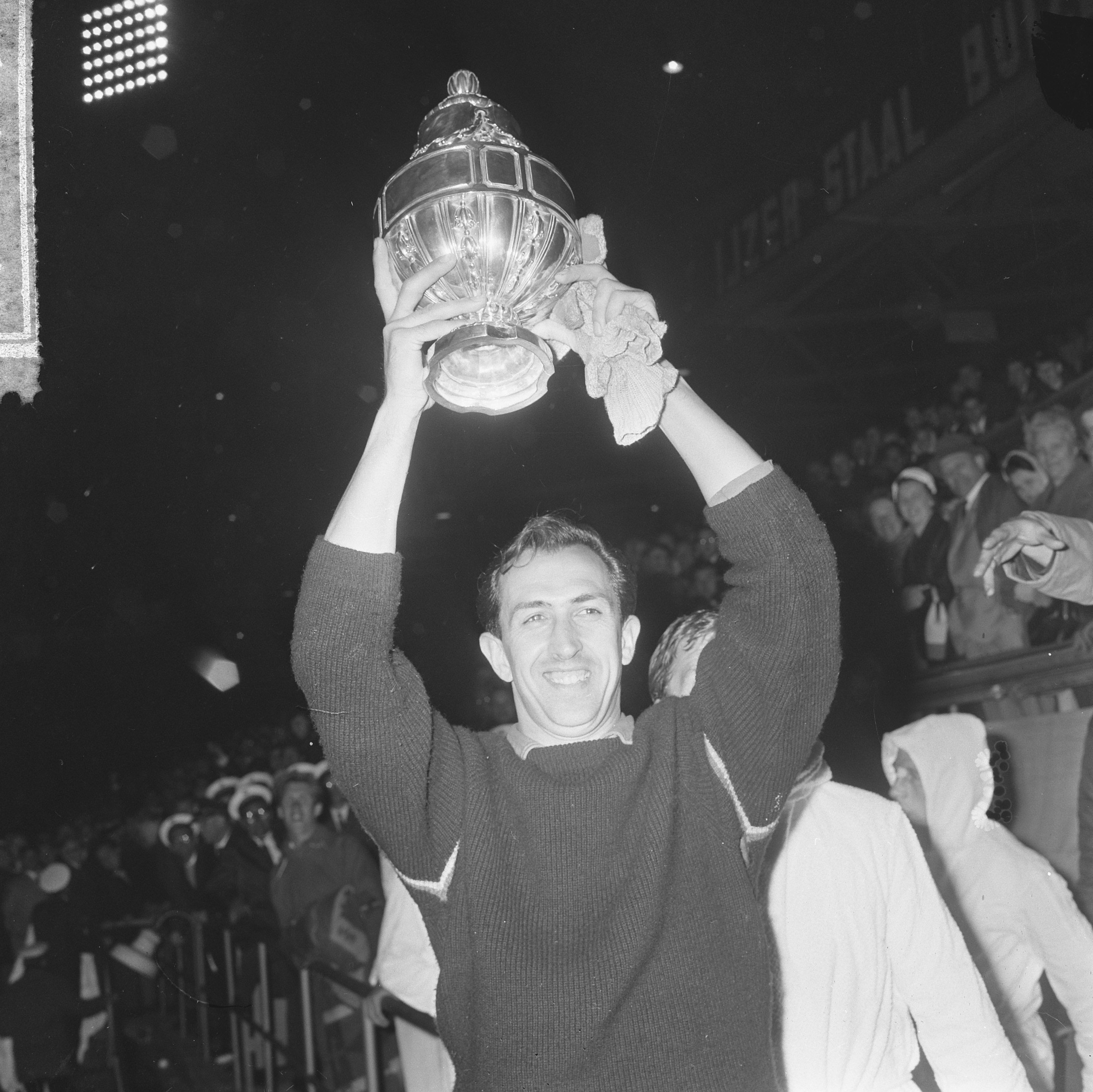
Пітерс Графланд з Кубком Нідерландів. 1965 рік.

### Клубні
Чемпіон Нідерландів (5)
1957, 1961, 1962, 1965, 1969
Володар Кубка Нідерландів (2)
1965, 1969
Володар Кубка Чемпіонів (1)
1970

### Особисті
- Найкращий футболіст Нідерландів: 1967
- Лицар Ордену «Ораньє Нассау»: 1967